# Arrondissement di Pithiviers
L'arrondissement di Pithiviers è una suddivisione amministrativa francese, situata nel dipartimento del Loiret e nella regione del Centro-Valle della Loira.

## Composizione
L'arrondissement di Pithiviers raggruppa 86 comuni in 5 cantoni:
- cantone di Beaune-la-Rolande
- cantone di Malesherbes
- cantone di Outarville
- cantone di Pithiviers
- cantone di Puiseaux